# Lamù (personaggio)
(Soprannome assegnato da Lamù ad Ataru)
Lamù (ラム?, Ramu, traslitterato ufficialmente nelle edizioni originali come Lum ipotizzando una pronuncia anglosassone) è un personaggio immaginario, coprotagonista della serie manga e anime Lamù, creata da Rumiko Takahashi.

## Creazione e sviluppo
Lamù è stata creata da Rumiko Takahashi per un racconto su cui stava lavorando prima del suo debutto professionale. Ha lavorato meticolosamente alla progettazione della sua pettinatura e della forma del corpo. Tuttavia Lamù, schietta e disinibita, è l'esatto opposto dell'autrice. Questo ha dimostrato a Takahashi che poteva disegnare personaggi che non riflettevano affatto sé stessa.
Rumiko Takahashi le aveva riservato un ruolo marginale. Il vero protagonista della serie, infatti, è Ataru Moroboshi e Lamù doveva essere solo un comprimario. Nel primo capitolo del manga Una buona preda, Lamù riscosse un enorme successo tra i fan della Takahashi che, dopo aver visto che il personaggio della ragazza aliena non era presente nel secondo capitolo del manga Un povero diavolo, ne chiesero insistentemente il ritorno nella serie. Dal terzo capitolo del manga Lamù diventa una presenza fissa, assumendo il ruolo di coprotagonista insieme ad Ataru e divenendo in seguito uno dei personaggi più amati e rappresentativi dell'animazione giapponese. Ciò la rende un esempio paradigmatico di sindrome di Fonzie.

### Origine del nome
Il nome "Lum" è un omaggio ad Agnes Lum, una gravure idol molto popolare in Giappone fra la seconda metà degli anni settanta ed i primi anni ottanta alla quale la Takahashi si è ispirata per creare il personaggio di Lamù. Lum è anche una variante del soprannome dell'autrice (Rum): in giapponese il suono delle lettere "R" e "L" è intercambiabile e questo rende possibile la scrittura del nome usando entrambe le grafie.
Nella versione italiana della serie televisiva il nome ラム è stato traslitterato in Lamù, e questa scrittura è stata mantenuta nelle edizioni italiane del manga.

### Doppiaggio
Nella versione giapponese è stata doppiata da Fumi Hirano e da Sumire Uesaka (serie 2022), mentre in Italia si sono succedute varie doppiatrici anche se Rosalinda Galli, prima voce storica del personaggio, ne rimane la più riconosciuta:
- Rosalinda Galli nel primo passaggio televisivo e nell'ultima parte degli episodi della serie animata;
- Paola Quattrini nella seconda parte degli episodi della serie animata;
- Marcella Silvestri negli OAV;
- Roberta Gallina Laurenti nei film distribuiti dalla Yamato Video e negli episodi 10 e 16 della serie animata.[6];
- Jolanda Granato nella serie remake del 2022 Lamù e i casinisti planetari - Urusei Yatsura.

## Caratterizzazione
Lamù è una ragazza aliena di aspetto pressoché umanoide. A distinguerla dai terrestri sono il colore dei capelli, le orecchie a punta, i canini che mostra quando ride o si arrabbia, e due piccole corna a forma conica sul capo (che sono la fonte dei suoi poteri extraterrestri). I suoi occhi sono di color blu cobalto (marrone dorato nella serie remake) e leggermente truccati da un ombretto azzurro (rosa carne nel remake). Nel manga, i suoi lunghi capelli sono di un colore indefinito, simile a quello prodotto dalla luce riflessa da un CD. Nell'anime, per semplificare il compito dei disegnatori, la chioma della giovane aliena assume un colore verde marino o, raramente, blu.
Nell'anime remake (2022) la sua chioma è stata realizzata seguendo lo stile del manga con colori indefiniti iridescente.
Di solito indossa un bikini e degli stivali a strisce di tigre, che sono in effetti la sua uniforme extraterrestre e mettono in risalto la sua figura formosa. Spesso indossa anche abiti terrestri, compresa l'uniforme del Liceo Tomobiki (precisamente un completo alla marinara). L'aspetto e l'abbigliamento di Lamù (e quello della sua famiglia) sono fortemente ispirati al dio giapponese del tuono, Raijin.
A causa della sua bellezza esotica, Lamù è diventata estremamente popolare tra i ragazzi del Liceo Tomobiki. Nonostante ciò, rifiuta tutte le loro avances poiché è devota ad Ataru. Il più delle volte è molto rilassata e si gode le stranezze e i vantaggi della vita sulla Terra, ma è pronta ad arrabbiarsi e risponde con potenti scariche elettriche a chiunque la faccia infuriare, di solito Ataru o chi la attacca o insulta il suo tesoruccio. Una volta passata la minaccia, Lamù torna al suo solito atteggiamento allegro. 
Lamù è molto ingenua riguardo alla vita sulla Terra, con una visione del mondo paragonabile a quella di un bambino dell'asilo. Non capisce perché gli altri ragazzi a scuola pensano che il donnaiolo Ataru non sia abbastanza per lei, ma si preoccupa del suo benessere. Si è adattata con successo alla vita sulla Terra grazie alla sua tecnologia. Lotta per impedire a suo cugino minore Ten di provocare il caos a causa della sua stessa ingenuità riguardo al comportamento umano. Per la maggior parte, tuttavia, le persone che la guardano per la prima volta la vedono come una studentessa molto attraente, nonostante il suo aspetto ovviamente diverso. Ha le qualità della moglie e della nuora ideali nella società giapponese poiché si prende cura di Ataru e aiuta sua "suocera" nelle faccende domestiche ogni volta che è libera. 
Lamù è molto intelligente essendo in grado di realizzare varie invenzioni, anche dimostrando una certa conoscenza della chimica avendo creato un rossetto speciale che se applicato da due persone le costringerebbe a baciarsi. È esperta nell'uso della tecnologia aliena e porta con sé una varietà di congegni avanzati della sua società, con alcuni nascosti nella parte superiore del bikini. Ma mentre le sue intenzioni per gestirli sono spesso nobili, come copiare un quaderno per aiutare Ataru a studiare per un esame, i risultati sono raramente ciò che Lamù intende. Ciò può essere in parte dovuto al fatto che è ingenua riguardo ai costumi della Terra, quindi spesso fraintende ciò che dice la gente. Il miglior esempio di ciò è la sua innocente interpretazione errata dell'urlo di vittoria di Ataru dopo che lui l'ha sconfitta. Credeva che fosse un matrimonio istantaneo, piuttosto che una proposta, o anche solo il grido celebrativo che era davvero.
Beve il Tabasco come se fosse acqua e il cibo che cucina è violentemente piccante. Questo non le impedisce di provare a preparare viveri commestibili, e le piace preparare il cibo per Ataru, che la fa arrabbiare rifiutandosi di consumarlo per paura di bruciargli la lingua. Mangiare umeboshi la fa ubriacare e non le piace l'aglio. Nonostante gli sforzi di tutti quelli che conosce per convincerla del contrario, il suo amore per Ataru rimane immutato perché ha costantemente dimostrato che si preoccupa sinceramente del suo benessere nonostante la sua facciata idiota.
Sebbene generalmente di buon carattere, dolce, fedele e innocente, Lamù ha anche un lato focoso. Estremamente gelosa di Ataru, lo fulmina violentemente ogni volta che flirta con un'altra ragazza (o se la insulta o fa qualcosa per renderla infelice), ma alla fine lo perdona sempre.
La personalità di Lamù si è sviluppata ed è maturata nell'arco di tutta la storia. Inizialmente ci viene infatti presentata come una ragazzina dispettosa, irascibile, capricciosa e ostinata, nonché principale fonte di guai per Ataru. Nelle sue prime apparizioni la vediamo spesso con atteggiamenti demoniaci, note successivamente addolcite nello sviluppo del personaggio. Cominciando a vivere stabilmente in casa Moroboshi, inizia a maturare diventando più docile con chiunque faccia parte dell'universo Tomobiki, ovviamente sempre se il soggetto in questione non si intrometta tra lei e il suo "Tesoruccio". 
Lamù è considerata l'incarnazione della lotta che le donne giapponesi moderne devono affrontare, come essere indipendenti e continuare a svolgere il ruolo tradizionale di moglie e madre amorevole. Sebbene abbia una mentalità molto indipendente, continua a sostenere e amare Ataru, indipendentemente da ciò che accade durante l'intera serie. La relazione di Lamù con Shinobu fu inizialmente molto burrascosa, poiché Lamù considerava Shinobu l'amante di Ataru e fece di tutto per interrompere la relazione tra Ataru e Shinobu (incluso l'uso del suo UFO per disturbare le telefonate di Ataru e Shinobu e affermare di essere incinta del figlio di Ataru). Alla fine l'odio reciproco tra lei e Lamù si raffredda in un'amicizia più concisa, anche se le due non si avvicinano mai. Anche se Lamù vede Shutaro Mendo, Megane, Perma, Kakugari e Chibi come buoni amici e apprezza la loro compagnia, lei non ricambia l'affetto che hanno per lei e chiarisce che ama il suo "tesoruccio".

## Biografia

Lamù sulla copertina del secondo numero dell'edizione italiana del manga

Lamù è un'aliena proveniente dal pianeta Oniboshi (stella malvagia) popolato da Oni. Come tutti i suoi simili ha delle caratteristiche fisiche particolari: canini aguzzi, orecchie a punta e due cornini sul capo. Lamù è in grado di volare (caratteristica ereditata dal padre) e può generare scariche elettriche (come sua madre); il suo unico punto debole sembra essere l'aglio, soltanto l'odore rischia di soffocarla. Gli umeboshi hanno su di lei un effetto simile a quello che l'alcol ha sugli esseri umani: basta che ne mangi uno solo per diventare completamente brilla. Lamù non è una brava cuoca e mangia cibi estremamente piccanti; è invece molto abile nel realizzare marchingegni che, grazie alla tecnologia aliena, le consentono di risolvere situazioni impossibili per gli esseri umani.
Lamù giunge sulla Terra quando gli Oni decidono di conquistare il pianeta. Gli alieni, tuttavia, concedono agli umani una possibilità di salvarsi: se uno dei loro rappresentanti estratto a sorte tra tutti i terrestri (Ataru) riuscirà ad afferrare il loro rappresentante (Lamù) rinunceranno ai loro propositi di invasione. La gara viene vinta da Ataru che, per la gioia, grida al mondo che finalmente potrà sposarsi. Le parole del ragazzo sono per Shinobu, la sua fidanzata, ma Lamù crede che siano rivolte a lei e che Ataru voglia sposarla. A seguito di questo malinteso Lamù inizia a comportarsi come se fosse la moglie di Ataru e si trasferisce in casa Moroboshi a tempo indeterminato; soprattutto nei primi episodi la vita del ragazzo viene sconvolta dal carattere invadente e ostinato dell'aliena.
Lamù, nonostante l'involontaria dichiarazione che le ha fatto Ataru, è sinceramente innamorata di lui. Il ragazzo però preferisce corteggiare altre donne trascurando Lamù che, di fatto, lo apprezza. Lamù, dal canto suo, pare accettare il comportamento di Ataru ed il fatto che lui tenti sempre di conquistare altre donne: nell'episodio Mondi paralleli Lamù si ritrova in dimensioni spazio-temporali diverse che propongono futuri alternativi. In una di queste Ataru dichiara apertamente di amarla ed è molto premuroso nei suoi confronti; la ragazza, nonostante la situazione a lei favorevole, si rende conto di trovarsi in una dimensione che non è quella reale e abbandona questo futuro alternativo per tornare alla realtà in cui Ataru è un libertino incallito.
Lamù è amorevole e premurosa nei confronti di Ataru, che chiama con l'appellativo di "tesoruccio" o, più raramente, "amoruccio" (nell'adattamento italiano; la versione originale del soprannome di Ataru è darling). La Takahashi ha dichiarato di essersi ispirata al telefilm americano Vita da strega per la storia di Lamù: nel telefilm Samantha, una strega apparsa improvvisamente sulla Terra, sposa un umano di nome Darrin Stevens. La parola inglese darling (usata da Samantha per chiamare il marito) in katakana si scrive dārin (ダーリン?), termine che viene usato da Lamù con Ataru.
Proprio a causa del carattere di Ataru Lamù è estremamente gelosa nei suoi confronti. Spesso infligge al suo amato punizioni corporali (soprattutto le sue dolorose scariche elettriche) o mette in campo strategie macchinose e meschine per controllare Ataru e prevenire eventuali tradimenti da parte sua. Con gli altri protagonisti Lamù è solitamente molto tranquilla e socievole, con una ingenuità molto infantile. Si arrabbia soltanto quando qualcuno tratta male Ataru, riservando al malcapitato di turno — chiunque esso sia, anche il cuginetto Ten — lo stesso trattamento destinato ad Ataru quando fa il farfallone.
Nel corso della storia Lamù, per tenere sotto controllo Ataru, si iscrive al liceo Tomobiki nella stessa classe frequentata dal ragazzo e diviene ben presto l'oggetto del desiderio dei compagni di classe.
Nella versione originale dell'anime Lamù si riferisce a se stessa con il termine "uchi" (うち?), e termina le sue frasi con la parola "~daccha" (～だっちゃ?). Questa parola, considerata a sé stante, significa "sì"; il fatto di aggiungerla al termine delle frasi è tipico delle adolescenti ed enfatizza i connotati kawaii del personaggio.

## Accoglienza

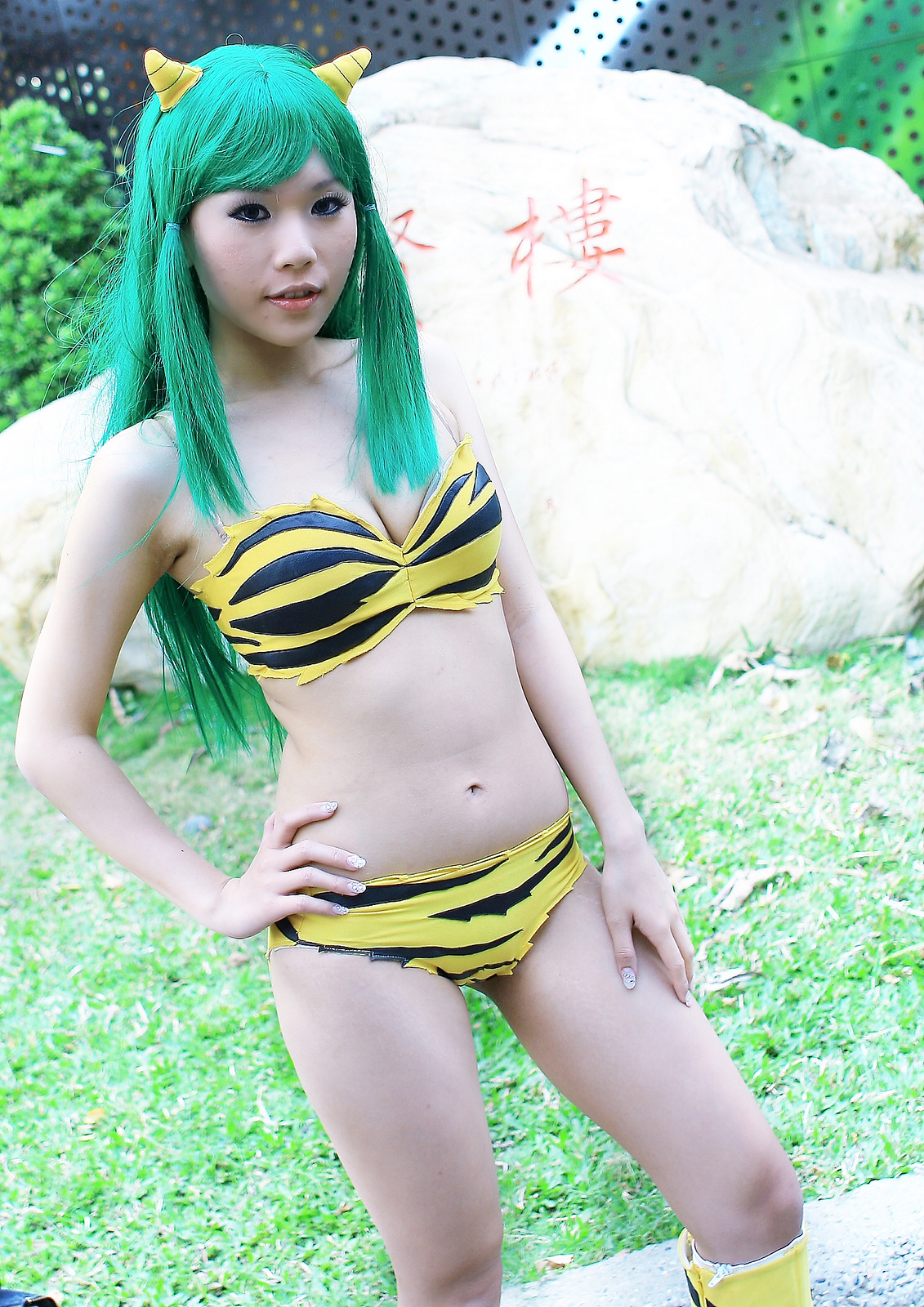
Una cosplayer di Lamù.

Lamù è un personaggio ben noto e popolare in Giappone, ed è stata descritta come "l'originale ragazza dei sogni di Otaku". Il 4 aprile 1982, Lamù e altri personaggi della storia apparvero in due annunci di servizio pubblico per la Kansai Electric Power Company riguardo a stare attenti con aquiloni e koinobori attorno alle linee elettriche. Fumi Hirano, la doppiatrice di Lamù, ha fatto la voce fuori campo principale per gli spot pubblicitari.
La merce con Lamù continua ad essere popolare e la sua immagine appare su un'ampia varietà di supporti stampati, commerciali ed elettronici. Oltre quattro decenni dopo l'introduzione del personaggio nel 1978, le macchine pachinko con Lamù sono ancora in fase di produzione. L'organizzatore del Comiket, Koichi Ichikawa, ha descritto Lamù come sia la fonte di moe che il primo personaggio tsundere, un tipo di carattere che alterna l'essere duro e l'essere amorevole.
Compare 42ª nella classifica dei 50 personaggi femminili più amati dai giapponesi realizzata da Fuji TV, secondo i voti di 14.000 spettatori.
Secondo un sondaggio trasmesso in TV, in base alle scelte di 12.000 fan giapponesi, Lamù è la 4ª miglior eroina del periodo Shōwa (anni 70 e 80), dietro solo Fujiko Mine, Minami Asakura e Maetel.
Dal 2015 una statua in bronzo a grandezza naturale di Lamù fa parte dell'Oizumi Anime Gate, un museo permanente all'aperto, situato nell'ingresso nord della stazione di Ōizumi-gakuen, a Nerima (Tokyo).